# Pančevački džez festival
Pančevački džez festival (Pančevački jazz festival) je trodnevni muzički festival koji se od 1998. godine odžava jednom godišnje u Kulturnom centru Pančeva, gde okuplja džez muzičare iz Srbije i inostranstva.

## Festival
Festival svake godine ugošćava veliki broj džez muzičara iz zemlje i sveta, organizujući koncerte tokom tri dana festivala, pored glavnog muzičkog programa, na festivalu se svake godine organizuje i raznolik prateči program umetničkog karaktera koji prati temu džez muzike. Koncerti učenika lokalnih muzičkih škola, predavanja, radionice, promocije knjiga, kao i veliki broj umetničkih izložbi.

## Gosti festivala
Od 1998. godine neki od gostiju festivala bili su:
- Joel Ross Good Vibes (SAD)
- Srđan Ivanović Blazin’ Quartet (Srbija/Grčka/Italija/Bugarska)
- Lakecia Benjamin: Pursuance – The Coltranes (SAD)
- Wolfgang Puschnig FULSOME X (Austrija/SAD/Hrvatska)
- Antonio Sanchez SHIFT (A Bad Hombre Project) with Thana Alexa, Lex Sadler, BIGYUKI (Meksiko/Hrvatska/Japan/Australija)
- Jelena Jovović i Jazz Junction (Srbija)
- LIUN + The Science Fiction Band (Švajcarska/Nemačka/SAD)
- Francesco Bearzatti Tinissima Quartet (Italija)
- Ark Noir (Nemačka)
- Dragan Ćalina Quartet (Srbija)
- Cross Currents Trio featuring: Dave Holland, Zakir Hussain, Chris Potter (SAD)
- Shay Hazan Quintet (Izrael)
- Eddie Henderson (SAD)
- Denise Janah (Holandija)
- Adriane Muttenthaler (Kanada)
- Bojana Zulfikarpasić (Srbija)
- Victor Bailey (SAD)
- Hubert Tubbs (SAD)
- Roy Hargrove (SAD)